# Higiene do sono

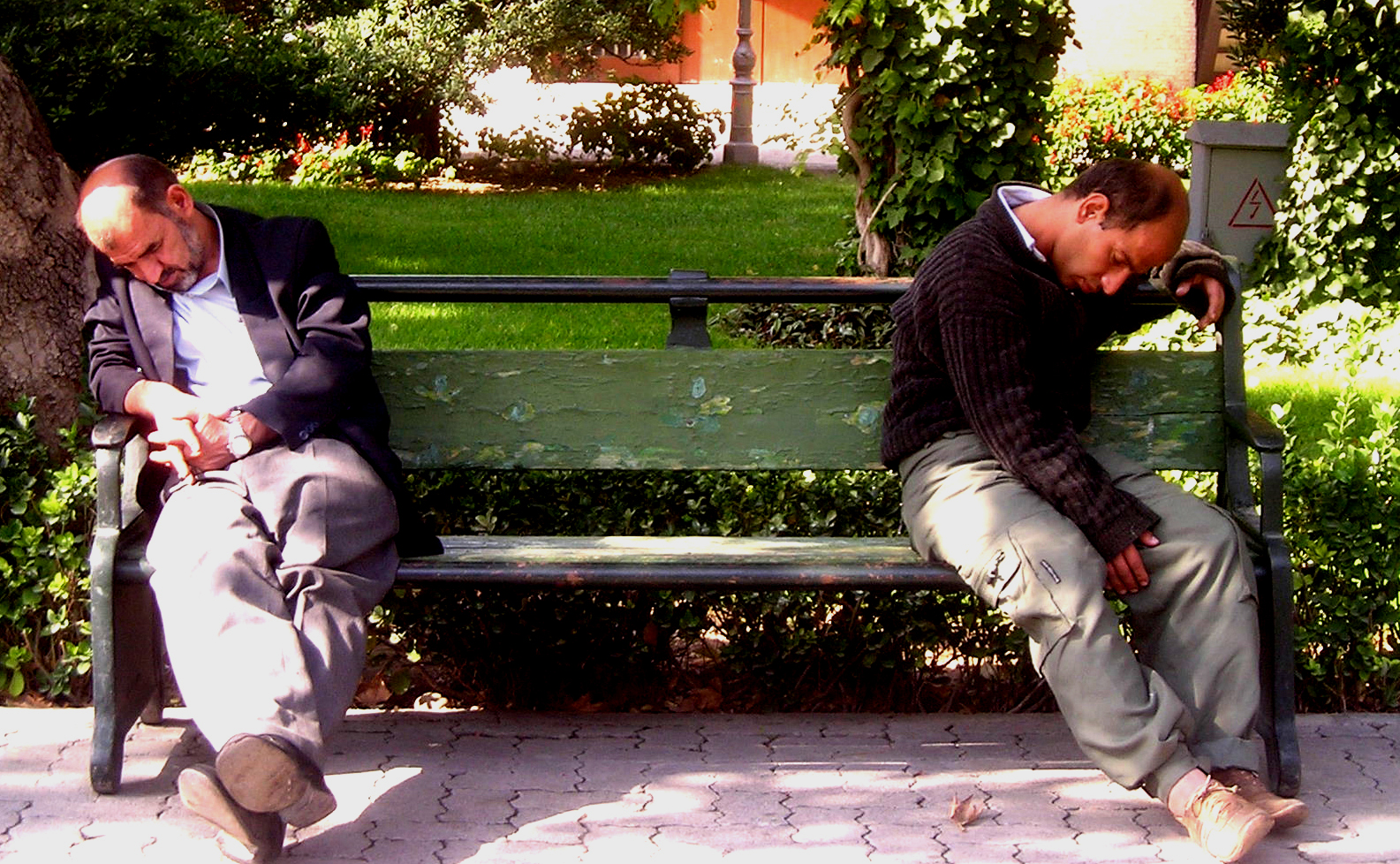
Dois homens a dormir num parque em Teerão, Irão, em 2004

A higiene do sono é uma prática comportamental e ambiental desenvolvida no final dos anos 70 como um método para ajudar as pessoas com insónia leve e moderada; em 2014 as evidências da eficácia das recomendações individuais eram "limitadas e inconclusivas". Os médicos avaliam a higiene do sono de pessoas que apresentam insónia e outras condições, como depressão, e oferecem determinadas recomendações com base na avaliação. As recomendações de higiene do sono incluem estabelecer um horário regular de sono, dormir por curtos períodos de tempo com cuidado, não fazer exercício físico ou mental muito perto da hora de dormir, limitar as preocupações, limitar a exposição à luz nas horas antes de dormir, sair da cama se não for para dormir, não usar a cama para tudo menos para dormir e fazer sexo, evitar álcool, nicotina, cafeína e outros estimulantes nas horas antes de se deitar e ter um ambiente de sono tranquilo, confortável e escuro.

## Avaliação
Avaliar a higiene do sono é importante para determinar se um indivíduo apresenta uma desordem da higiene do sono inadequada. Uma avaliação diagnóstica é geralmente realizada através da realização de uma entrevista clínica e complementada por questionários de auto-relato e diários de sono, que normalmente são mantidos durante uma a duas semanas, de modo a registar dados de amostra representativos. Existem também avaliações computadorizadas, como o sistema Sleep-EVAL, que pode ser empregue no processo diagnóstico. Este sistema possui 1543 questões possíveis, seleccionadas automaticamente de acordo com as respostas que o indivíduo der num pré-questionário.
A prática da higiene do sono e o conhecimento das práticas de higiene do sono podem ser avaliados com medidas como o Índice de Higiene do Sono, Escala de Consciencialização e Prática da Higiene do Sono ou o Autoteste de Higiene do Sono. Para os indivíduos mais jovens, a higiene do sono pode ser avaliada pela Escala de Higiene do Sono do Adolescente ou pela Escala de Higiene do Sono das Crianças.

## Recomendações
Os médicos escolhem entre várias recomendações para melhorar a qualidade do sono para cada indivíduo e o aconselhamento é apresentado como uma forma de educação do paciente.

### Horário de sono
De entre as várias recomendações, um conjunto delas está relacionada com o horário do sono. Para adultos, dormir menos de 7 ou 8 horas por dia está associado a vários problemas de saúde física e mental e, portanto, uma das principais recomendações de higiene do sono é encontrar tempo suficiente para dormir. Os médicos frequentemente aconselham que essas horas de sono sejam obtidas à noite, em vez de estarem fragmentadas em pequenas sestas, porque embora as sestas possam ser úteis após a privação de sono, em condições normais as sestas podem ser prejudiciais para o sono nocturno normal. Descobriu-se que os efeitos negativos da sesta sobre o sono e o desempenho da pessoa dependem da duração e do momento em que são realizadas, sendo as sestas mais curtas do meio-dia as que têm efeitos menos negativos. Há também o foco na importância de acordar na mesma hora todas as manhãs e, geralmente, ter um horário de sono regular.

### Actividades
O exercício é uma actividade que pode facilitar ou inibir a qualidade do sono; as pessoas que se exercitam têm uma melhor qualidade de sono do que as que não praticam exercício, mas se o exercício for realizado demasiado tarde pode ser estimulante e dificultar o adormecimento. Aumentar a exposição à luz natural e brilhante durante o dia e evitar luz forte nas horas antes de deitar pode ajudar a promover uma programação sono-vigília alinhada com o ciclo diário claro-escuro da natureza.
Actividades que reduzem a excitação fisiológica e a actividade cognitiva promovem o adormecimento, portanto, o envolvimento em actividades relaxantes antes de dormir é recomendado. Por outro lado, continuar as actividades de trabalho importantes ou fazer planos pouco antes da hora de dormir ou uma vez na cama pode retardar o adormecimento. Da mesma forma, uma boa higiene do sono envolve minimizar o tempo gasto pensando em preocupações ou qualquer coisa emocionalmente perturbadora pouco antes da hora de dormir. Tentar adormecer propositadamente pode induzir à frustração, o que impede ainda mais o adormecimento, então, em tais situações, a pessoa pode ser aconselhada a sair da cama e tentar fazer outra coisa por um breve período de tempo.
Geralmente, para as pessoas com dificuldades em dormir, passar menos tempo na cama resulta num sono mais profundo e contínuo, então os médicos frequentemente recomendam a eliminação do uso da cama para quaisquer actividades, excepto para dormir ou fazer sexo.

### Alimentação e substâncias
Descobriu-se que vários alimentos e substâncias perturbam o sono, devido aos efeitos estimulantes ou às exigências digestivas perturbadoras. É recomendado pela maioria dos especialistas que se evite a nicotina, cafeína (incluindo café, bebidas energéticas, refrigerantes, chá, chocolate e alguns analgésicos) e outros estimulantes nas horas antes de dormir, pois estas substâncias activam sistemas neurobiológicos que mantêm a pessoa alerta. O álcool perto da hora de dormir é frequentemente desencorajado pelos médicos porque, embora o álcool possa induzir sonolência inicialmente, a excitação causada pelo metabolismo do álcool pode perturbar e fragmentar significativamente o sono. Acredita-se que fumar tabaco antes de dormir também reduz a qualidade do descanso de uma pessoa, diminuindo o tempo gasto em sono profundo, o que leva à fragmentação do sono e à inquietação nocturna. Tanto o consumo de uma grande refeição antes de se deitar, exigindo esforço para metabolizar tudo, quanto a fome, foram associados a distúrbios do sono; contudo, os especialistas podem recomendar uma refeição leve antes de deitar. Por último, limitar a ingestão de líquidos antes de deitar pode evitar interrupções devido à micção.

### Ambiente de sono
Recomenda-se que se arranje condições na forma de um ambiente tranquilo, muito escuro e fresco para dormir. Ruídos, luz e temperaturas desconfortáveis têm demonstrado interromper o sono contínuo. Outras recomendações frequentemente feitas, embora menos estudadas, incluem a escolha de colchões, roupas de cama e almofadas confortáveis, e a eliminação de um relógio de quarto visível, para evitar que se concentre na passagem do tempo ao tentar adormecer.
Em 2015, uma revisão sistemática de estudos em colchões concluiu que colchões insufláveis, personalizados para ter postura média mas firme, eram os melhores para a dor e alinhamento neutro da coluna vertebral.

## Eficácia
Estudos de higiene do sono usam diferentes conjuntos de recomendações, e até 2014 a evidência de que melhorar a higiene do sono melhora a qualidade do sono era fraca e inconclusiva. A maioria das pesquisas sobre os princípios da higiene do sono foi conduzida em ambientes clínicos, e há necessidade de mais pesquisas em situações não clínicas.
A força do apoio à pesquisa para cada recomendação varia; algumas das recomendações mais frequentemente pesquisadas e apoiadas incluem os efeitos negativos de ambientes de sono ruidosos, consumo de álcool nas horas antes de dormir, envolvimento em tarefas mentalmente difíceis antes de dormir e esforço excessivo para adormecer. Há uma falta de estudos para os efeitos de certas recomendações de higiene do sono, incluindo conseguir um colchão mais confortável, remover relógios de quarto, não se preocupar e limitar a ingestão de líquidos. Outras recomendações, como os efeitos de sestas ou exercícios, têm uma base de evidências mais complicada. Os efeitos das sestas, por exemplo, parecem depender da duração e do momento da sesta, em conjunto com a quantidade de sono cumulativo que um indivíduo teve nas últimas noites.
Existem bases que demonstram resultados positivos do sono para pessoas que seguem mais de uma recomendação de higiene do sono.
Embora haja evidências inconclusivas de que a higiene do sono por si só é eficaz como tratamento para a insónia, alguns estudos mostraram uma melhoria na insónia em pacientes que recebem educação sobre higiene do sono em combinação com práticas de terapia cognitivo-comportamental.

## Populações especiais
A higiene do sono é um componente central da terapia cognitivo-comportamental para a insónia. Existem evidências de que as recomendações de higiene do sono levam a uma redução ou eliminação dos sintomas de insónia. Distúrbios específicos do sono podem exigir outras abordagens de tratamento ou abordagens adicionais, e dificuldades contínuas com o sono podem exigir assistência adicional de profissionais de saúde.
Os estudantes universitários correm o risco de se envolver numa má higiene do sono e também de não estarem cientes dos efeitos resultantes da privação do sono. Devido aos horários semanais irregulares e ao ambiente universitário, os estudantes universitários podem ter horários variáveis de sono durante a semana, tirar sestas, beber cafeína ou álcool perto da hora de dormir e dormir em ambientes perturbadores. Por causa disto, os pesquisadores recomendam que se realize acções de educação sobre higiene do sono nos campi universitários. A Universidade de Harvard, por exemplo, exige que todos os alunos do primeiro ano de formação façam um breve curso online sobre o assunto antes do início no ano universitário.
Da mesma forma, os trabalhadores por turnos têm dificuldade em manter um esquema de descanso saudável devido ao horário nocturno ou irregular de trabalho. Os trabalhadores por turnos precisam de ser estratégicos sobre quando tirar uma sesta e sobre se/quando beber cafeína, pois estas práticas podem ser necessárias para a produtividade e segurança no trabalho, mas devem ser medidas com cuidado. Como os trabalhadores por turnos podem precisar de dormir enquanto outras pessoas estão acordadas, mudanças adicionais no ambiente de sono devem incluir a redução de distúrbios desligando telefones e afixando placas nas portas dos quartos para informar as outras pessoas quando estão a dormir, de modo minimizar a possibilidade de fragmentação do sono.
Devido aos sintomas de baixo humor e energia, os indivíduos com depressão podem ter comportamentos que vão contra uma boa higiene do sono, como realizar sestas durante o dia, consumir álcool perto da hora de dormir e consumir grandes quantidades de cafeína durante o dia. Além da educação sobre a higiene do sono, a fototerapia pode ser um tratamento útil para indivíduos com depressão. A fototerapia pode não apenas ajudar a estabelecer um melhor cronograma do descanso, mas também mostrou-se eficaz no tratamento directo da depressão, especialmente quando relacionada ao transtorno afetivo sazonal.
Indivíduos com dificuldades respiratórias devido à asma ou alergias podem sofrer com barreiras adicionais para um sono de qualidade que podem ser tratadas por variações específicas das recomendações de higiene do sono. A dificuldade em respirar pode causar interrupções no sono, reduzindo a capacidade de continuar a dormir e de conseguir um sono reparador. Para indivíduos com alergias ou asma, deve haver considerações adicionais a potenciais problemas no ambiente do quarto. Medicamentos que podem melhorar a capacidade de respirar enquanto se dorme também podem prejudicar o descanso de outras maneiras, portanto, deve haver um manuseamento cuidadoso de descongestionantes, controladores de asma e anti-histamínicos.

## Implementação
As estratégias de higiene do sono incluem conselhos sobre o horário do sono e a ingestão de alimentos em relação aos exercícios e ao ambiente de sono. As recomendações dependem do conhecimento da situação individual; o aconselhamento é apresentado como uma forma de educação do paciente.
À medida que a atenção ao papel da higiene do sono na promoção da saúde pública cresce, aumenta o número de recursos disponíveis na mídia impressa e na internet. As organizações que executam iniciativas de saúde pública incluem a National Sleep Foundation e a Division of Sleep Medicine da Harvard Medical School, que criaram sites públicos com recursos de higiene do sono, como dicas para higiene do sono, vídeos instrutivos, auto-avaliações sobre higiene do sono, inquéritos estatísticos sobre higiene do sono e ferramentas para encontrar profissionais do sono. Um acordo cooperativo entre os Centros dos EUA para Controle e Prevenção de Doenças e a Academia Americana de Medicina do Sono foi estabelecido em 2013 para coordenar o Projecto Nacional de Consciencialização do Sono Saudável, com um dos objectivos de promover a consciencialização sobre a higiene do sono.

## História
Embora o termo higiene do sono tenha sido introduzido pela primeira vez em 1939 por Nathaniel Kleitman, um livro publicado em 1977 pelo psicólogo Peter Hauri introduziu o conceito no contexto da medicina do sono moderna. Neste livro, Hauri esboçou uma lista de regras de comportamento destinadas a promover um sono melhor. Conceitos semelhantes são atribuídos a Paolo Mantegazza, que publicou um livro sobre a matéria em 1864. A publicação em 1990 da Classificação Internacional de Distúrbios do Sono (ICSD) introduziu a categoria diagnóstica Higiene Inadequada do Sono. A higiene inadequada do sono foi uma sub-classificação de Transtorno de Insónia Crónica no ICSD-II, publicado em 2005; foi removido do ICSD-III de 2014 juntamente com duas outras classificações, porque "não foram consideradas reproduzíveis de forma confiável na prática clínica".
As recomendações específicas de higiene do sono mudaram com o tempo. Por exemplo, o conselho para simplesmente evitar soníferos foi incluído nos primeiros conjuntos de recomendações, mas à medida que mais medicamentos para ajudar no sono foram introduzidos, as recomendações sobre o seu uso tornaram-se mais complexas.